# Cattedrale dell'Assunzione (Covington)
La cattedrale dell'Assunzione (in inglese: Cathedral of the Assumption) è il principale luogo di culto cattolico di Covington, nel Kentucky, sede vescovile dell'omonima diocesi.
La chiesa è stata insignita l'8 dicembre 1953 del titolo di basilica minore da papa Pio XII ed è iscritta al National Register of Historic Places dal 20 luglio 1973.

## Storia
La diocesi di Covington venne eretta il 29 luglio 1853 prendendo una parte del territorio dell'allora diocesi di Louisville. Come cattedrale venne scelta una chiesa dedicata alla Madonna, costruita nel 1834 e divenuta inadeguata per la comunità cattolica in crescita, tanto che già nel 1851 le autorità religiose avevano preso in considerazione di ricostruirla più grande: il 2 ottobre 1853 venne posata la prima pietra del nuovo edificio, la cui costruzione, però, venne presto interrotta per problemi economici e per la morte del primo vescovo, George Aloysius Carrel. S.I.
Camillus Paul Maes, divenuto terzo vescovo di Covington nel giugno 1885, decise di ricominciare la costruzione della cattedrale su un nuovo terreno, appositamente acquistato nel 1890 nel centro della città. Venne scelto come progettista Leon Coquard che, nel 1893, presentò il suo progetto ispirato al gotico francese; i lavori di costruzione iniziarono il 13 aprile dell'anno successivo e la prima pietra venne posata dal vescovo l'8 settembre 1895.
Nel 1901 la costruzione della chiesa, ad eccezione della facciata, venne completata; al posto di quest'ultima le tre navate vennero chiuse con un muro provvisorio in mattoni. La nuova cattedrale venne consacrata il 27 gennaio dello stesso anno. La facciata venne costruita tra il 1908 e il 1910, rimanendo incompiuta delle due torri; fino al 1915 l'edificio venne interessato da una campagna decorativa al suo interno, promossa dal vescovo Maes e continuata, dopo la sua morte, dal suo successore, Ferdinand Brossart.
Per tutto il XX secolo la cattedrale è stata oggetto di una serie di integrazioni all'arredamento interno, con l'aggiunta, fra le altre cose, del baldacchino in legno sopra l'altare maggiore nel 1950. Nel 2002 è stata condotto dal Conrad Schmitt Studios un importante intervento di restauro all'interno della chiesa. Nel 2021 è stato completato l'apparato decorativo scultoreo dell'ordine inferiore della facciata con opere del St. Jude Liturgical Arts Studio.

## Descrizione

### Architettura
La cattedrale dell'Assunzione venne costruita in uno stile neogotico ispirato a quello delle cattedrali gotiche francesi, in particolare, l'architetto si ispirò, per l'interno, a Saint-Denis nell'omonimo comune e a Notre-Dame a Parigi per la facciata.
Le dimensioni della chiesa sono le seguenti:
| Parametro                         | Misura  |
| --------------------------------- | ------- |
| Lunghezza                         | 55 m    |
| Larghezza della facciata          | 30,78 m |
| Larghezza della navata centrale   | 11,28 m |
| Altezza della facciata            | 39,1 m  |
| Altezza della navata centrale     | 25 m    |
| Altezza dei pilastri delle navate | 7,96 m  |

### Esterno

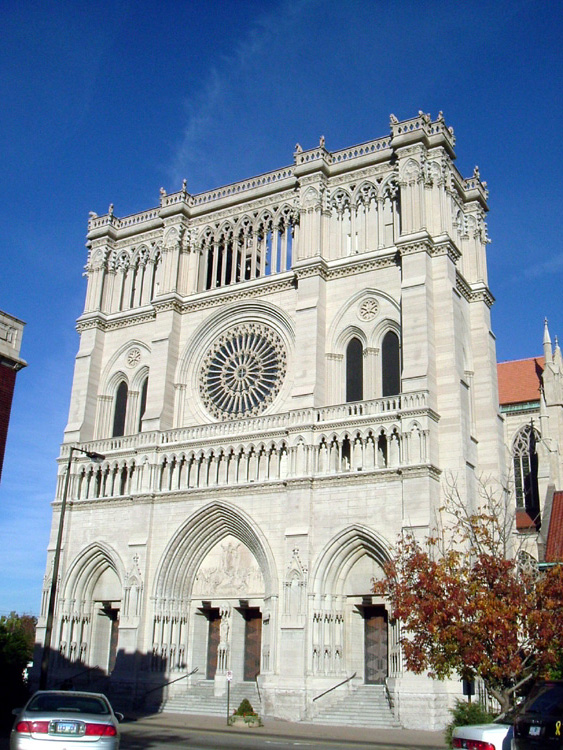
La facciata

La cattedrale dell'Assunzione è situata all'incrocio tra Madison Avenue e la 12th Street, nel centro di Covington.
L'esterno dell'edificio è caratterizzato dalla facciata; progettata anch'essa come il resto della chiesa da Leon Coquard, venne costruita tra il 1908 e il 1910 ispirandosi a quella della cattedrale di Notre-Dame a Parigi. Il prospetto è di forma rettangolare ed è suddiviso in quattro fasce. In quella inferiore, si aprono i tre portali strombati, con quello centrale più largo rispetto ai due laterali e caratterizzato dalla presenza del trumeau che lo divide in due fornici, a ridosso del quale vi è una statua raffigurante la Madonna con il Bambino; la lunetta ogivale è decorata con un bassorilievo raffigurante l'Assunzione di Maria (1914), mentre ai lati delle porte si trovano le statue a tutto tondo di (da sinistra) San Pio X, San Patrizio, San Benedetto, San Giuseppe, San Bonifacio', Sant'Enrico, Santa Caterina da Siena, San Carlo Borromeo. Il portale di sinistra è sormontato da una lunetta raffigurante l'Annunciazione, ed affiancato dalle statue di (da sinistra) San Tommaso Moro, San Paolo, San Giacomo il Maggiore, Sant'Agnese, San Guglielmo di York e San Timoteo; il bassorilievo sopra quello di sinistra, invece, rappresenta l'Incoronazione della Vergine, e le statue ai suoi lati sono di (da sinistra) Sant'Agostino, Santa Teresa di Lisieux, Sant'Anna, San Bernardo di Chiaravalle, Santa Rosa da Lima e San Giovanni Evangelista. I portali sono intervallati da quattro nicchie cuspidate, contenenti rispettivamente le statue di (da sinistra) San Tommaso Moro, San Paolo, San Pietro e Santa Elisabetta d'Ungheria.
Al di sopra dei portali vi è una loggia costituita da archetti a sesto acuto poggianti su colonnine, che richiama la galleria dei Re della cattedrale parigina, sovrastata dal rosone (al centro) affiancato da due bifore. L'ultimo ordine è costituito dalla riproduzione della galleria delle chimere di Notre-Dame, sopra la quale vi sono 26 statue raffiguranti delle chimere, realizzate da Clement Barnhorn, autore dell'intero apparato scultoreo della facciata. Esse poggiano sopra una balaustra marmorea, che costituisce il coronamento del prospetto. Secondo il progetto originario, la facciata doveva essere completato in alto con due torri campanarie gemelle, ciascuna delle quali alta 16 metri, che non vennero mai realizzate.
Le fiancate della cattedrale sono caratterizzate dalla presenza di 16 archi rampanti e di contrafforti alternati alle vetrate che danno luce all'interno.

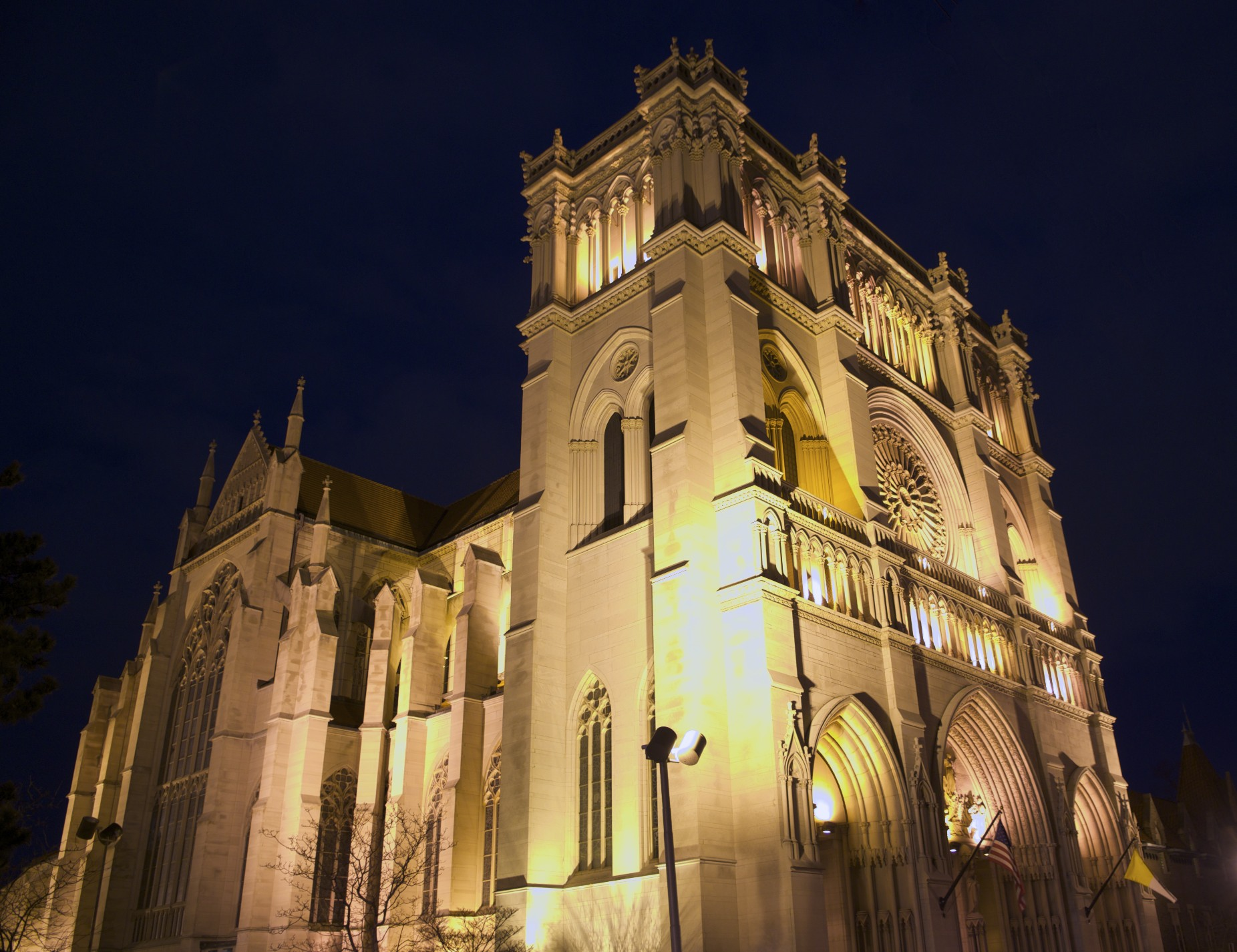
La cattedrale di notte
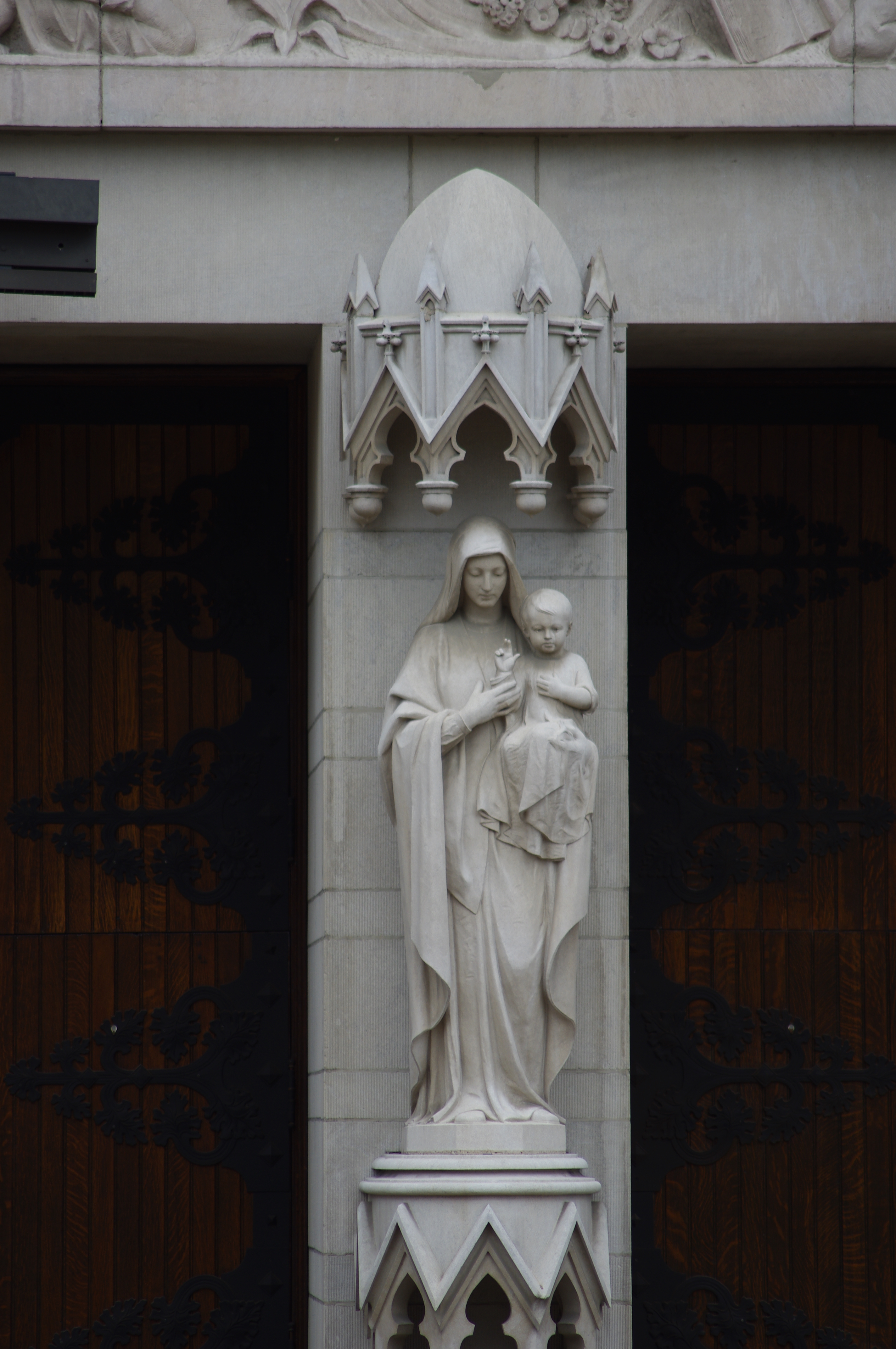
Madonna col Bambino
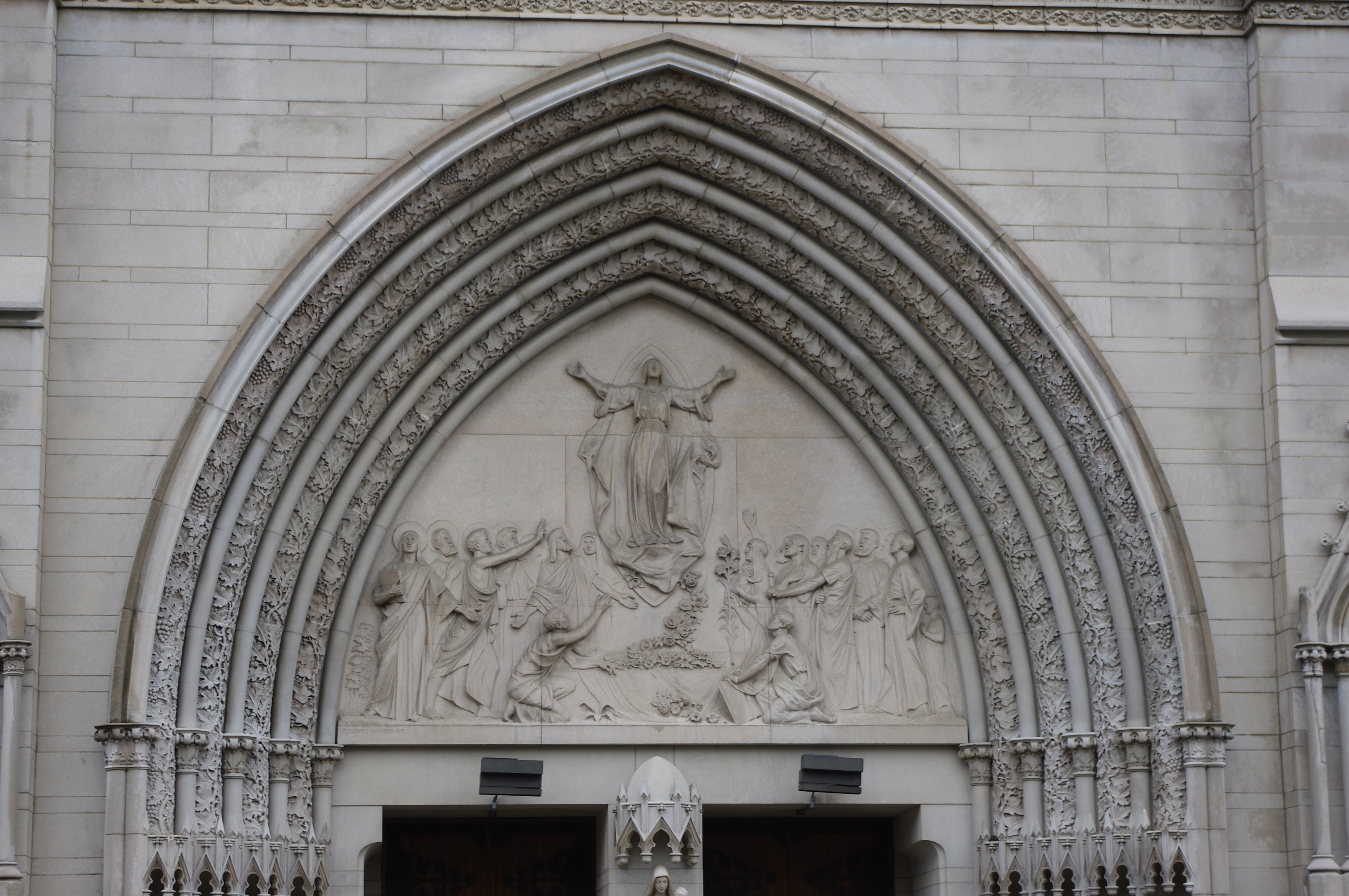
Assunzione di Maria
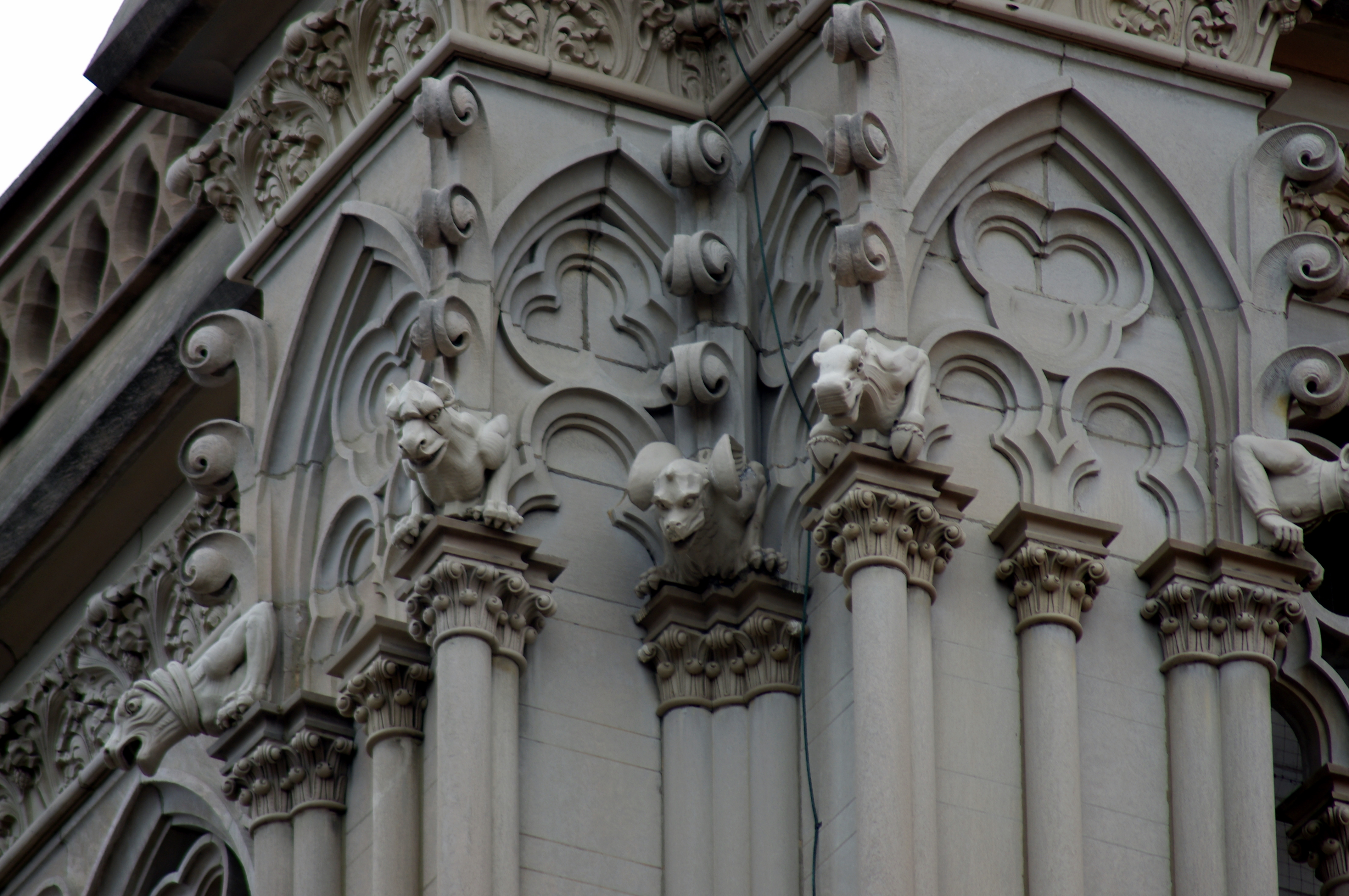
Particolare della decorazione della facciata

### Interno

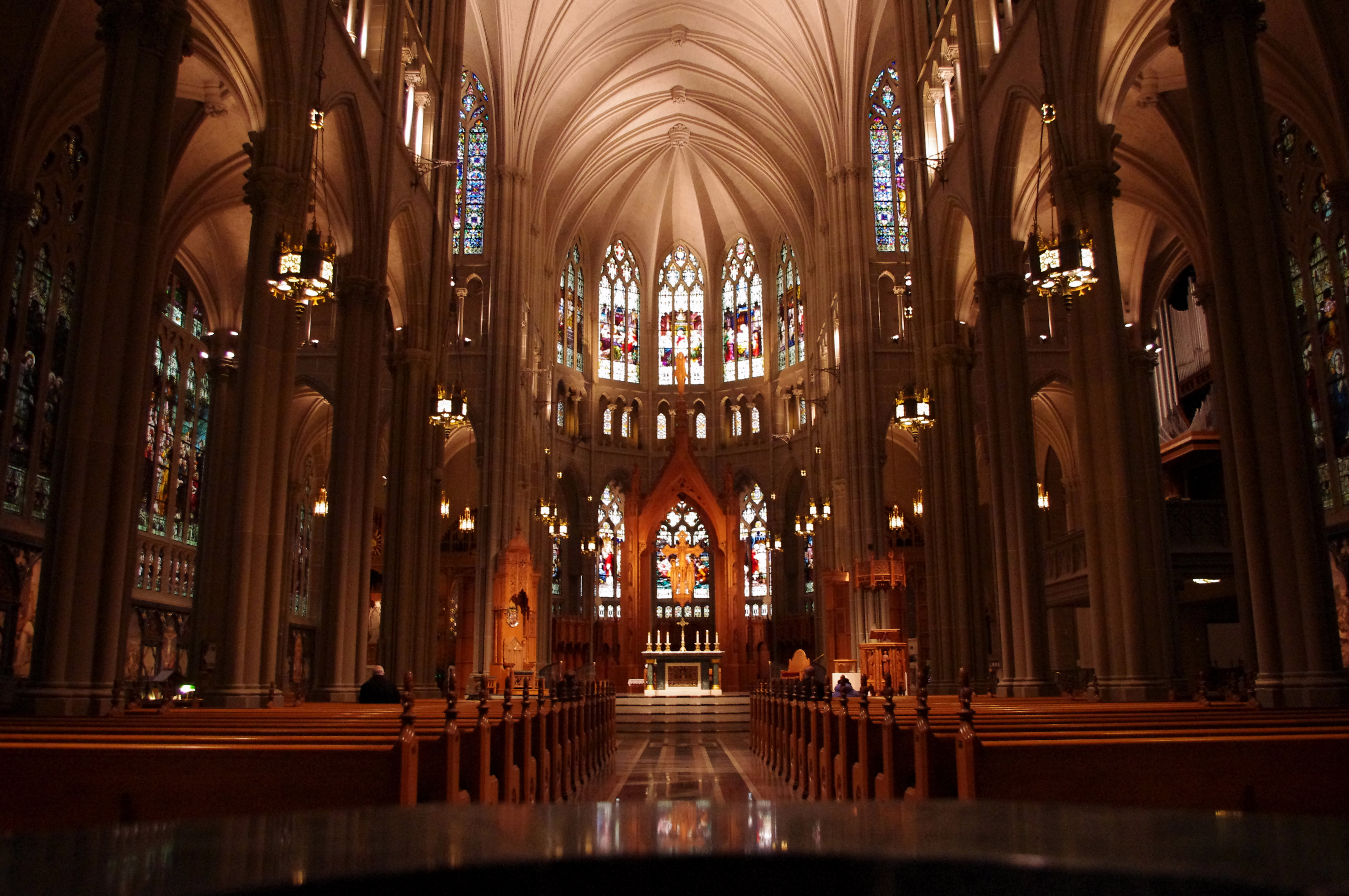
Interno

L'interno della chiesa ha pianta a croce latina ed è ispirato a quello della basilica di Saint-Denis, con alcuni elementi derivati dal gotico Tudor.
Il piedicroce si compone di tre navate, ciascuna di sei campate, coperte con volta a crociera quadripartita e divise da archi a sesto acuto poggianti su pilastri polistili. La navata centrale presenta, al di sopra di esse, un triforio, che continua nella parete di controfacciata al di sotto del rosone circolare; il cleristorio è composto da quadrifore. La prima campata della navata mediana è occupata da una cantoria, sorretta da archi Tudor; tra la seconda e la terza campata, vi è invece il fonte battesimale marmoreo a pianta ottagonale, il cui pavimento presenta una decorazione musiva.
Le navate laterali non presentano cappelle ad eccezione della navatella di destra, sulla cui terza campata si apre la cappella dedicata a Nostra Signora di Guadalupe. Le altre pareti, invece, si aprono sull'esterno con polifore nella parte superiore e, in quella inferiore, sono decorate dalla Via Crucis in mosaico realizzata nel 1915 dal bavarese Max Schmalzl.

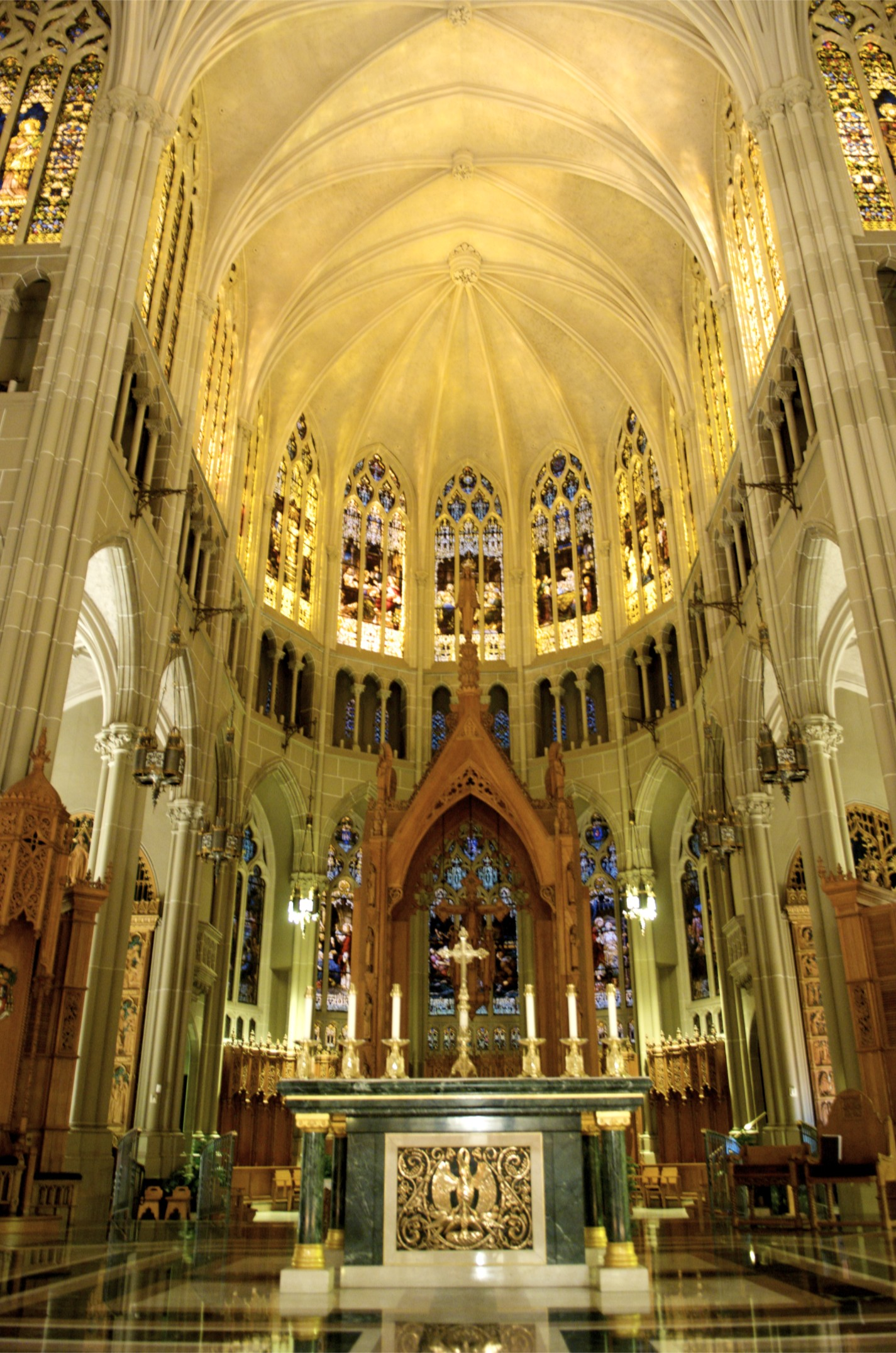
Il presbiterio e l'abside

Le pareti laterali del transetto seguono lo stesso schema della navata centrale; le due pareti fondali, invece, sono asimmetriche e, mentre in quella del braccio di destra si apre un rosone, quella di sinistra è interamente occupata da una grande vetrata raffigurante il Concilio di Efeso con, al centro, l'Incoronazione di Maria; con i suoi oltre 20 metri di altezza e 7 di larghezza, è una delle vetrate più grandi del mondo.
Oltre la crociera, la navata centrale continua con il coro, di due campate, il quale termina con l'abside, a pianta poligonale; quest'ultima è caratterizzata dalla presenza di un finto deambulatorio ricavato nello spessore delle pareti, illuminato da trifore e sormontato da un triforio; il cleristorio è anch'esso composto da trifore. Il presbiterio è rialzato di alcuni gradini rispetto al resto della chiesa ed occupa gran parte della crociera e la prima campata del coro. In posizione prominente è posto l'altare maggiore in marmi policromi, mentre ai pilastri retrostanti si trovano appoggiati la cattedra vescovile (a sinistra) e il pulpito (a destra), entrambi in legno. Lungo le pareti dell'abside vi sono i sedici stalli del coro, mentre al centro di essa vi è il pregevole baldacchino ligneo, già soprastante l'altare maggiore, realizzato nel 1953 e decorato con numerose statue di santi.
In fondo alle navate laterali, che dopo il transetto diventano quattro, si trovano, ai lati dell'abside, tre cappelle: a sinistra quelle del Sacro Cuore di Gesù e di San Giuseppe, a destra quella dedicata alla Vergine Maria. In corrispondenza del coro, disposta trasversalmente rispetto ad esso, si apre a destra la cappella del Santissimo Sacramento con due affreschi di Frank Duveneck (1910) raffiguranti l'Eucaristia pane della vita, la Trinità con la Maddalena, il Sacrificio di Melchisedec e i Discepoli di Emmaus.

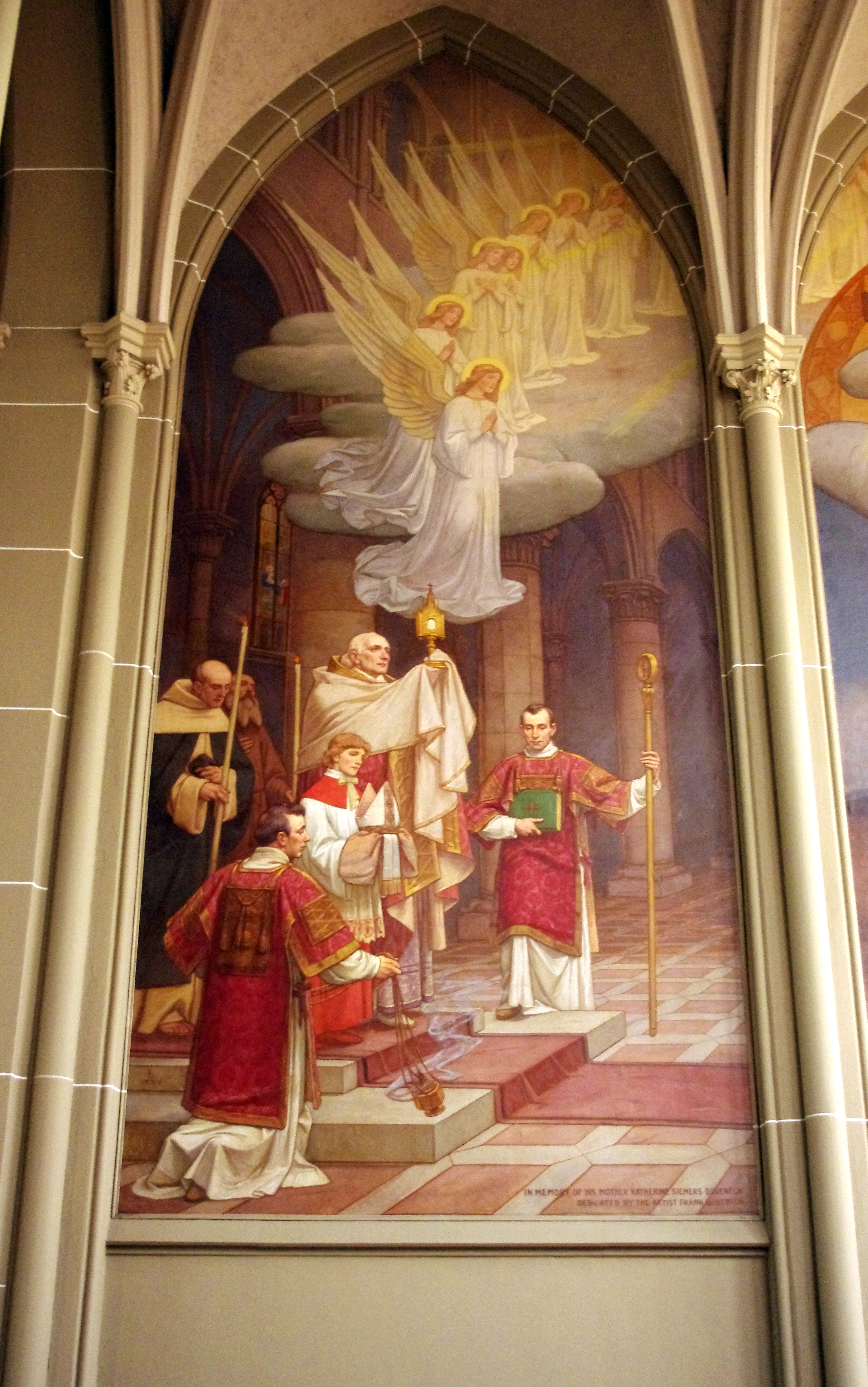
Eucaristia pane della vita
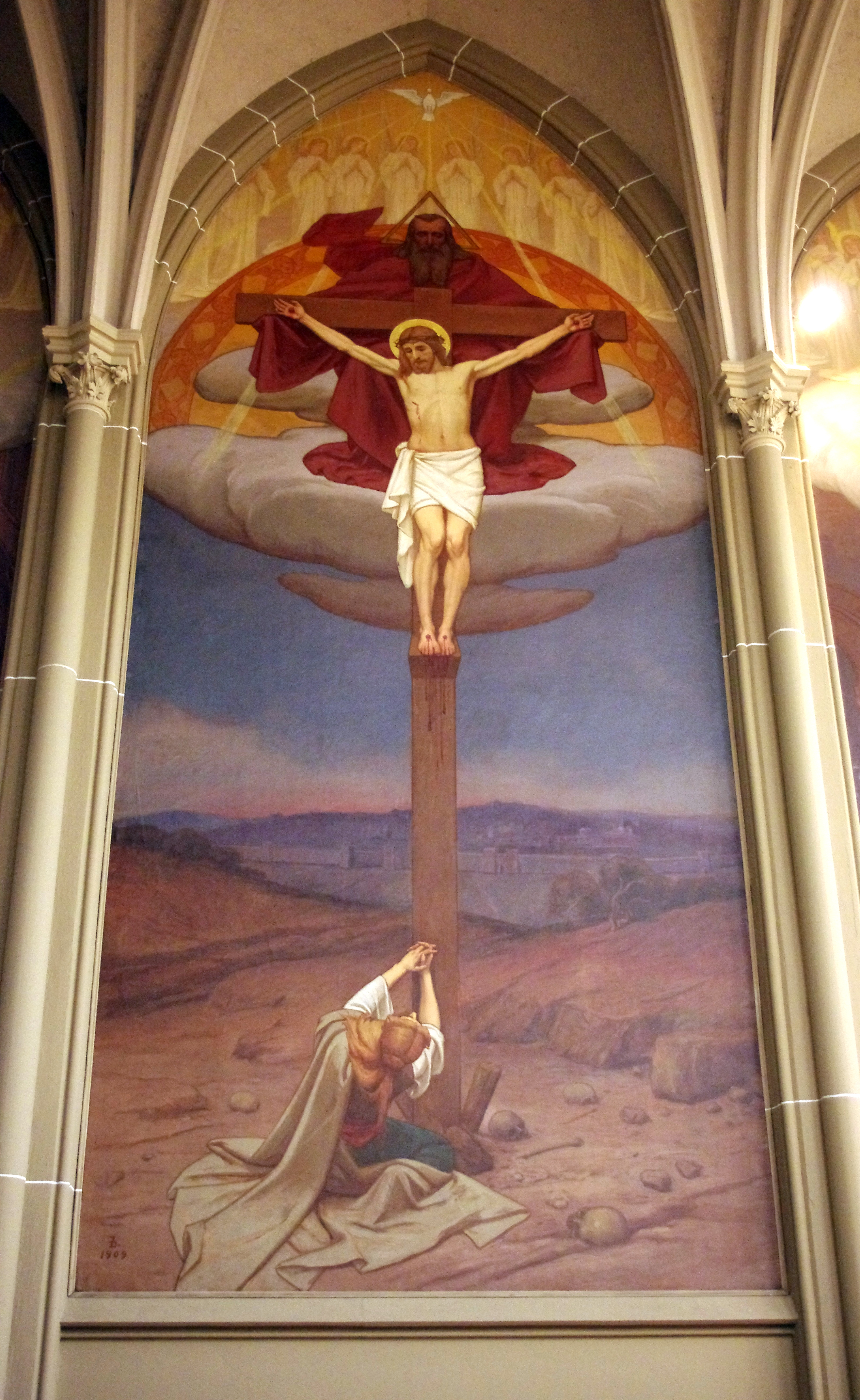
Trinità con la Maddalena
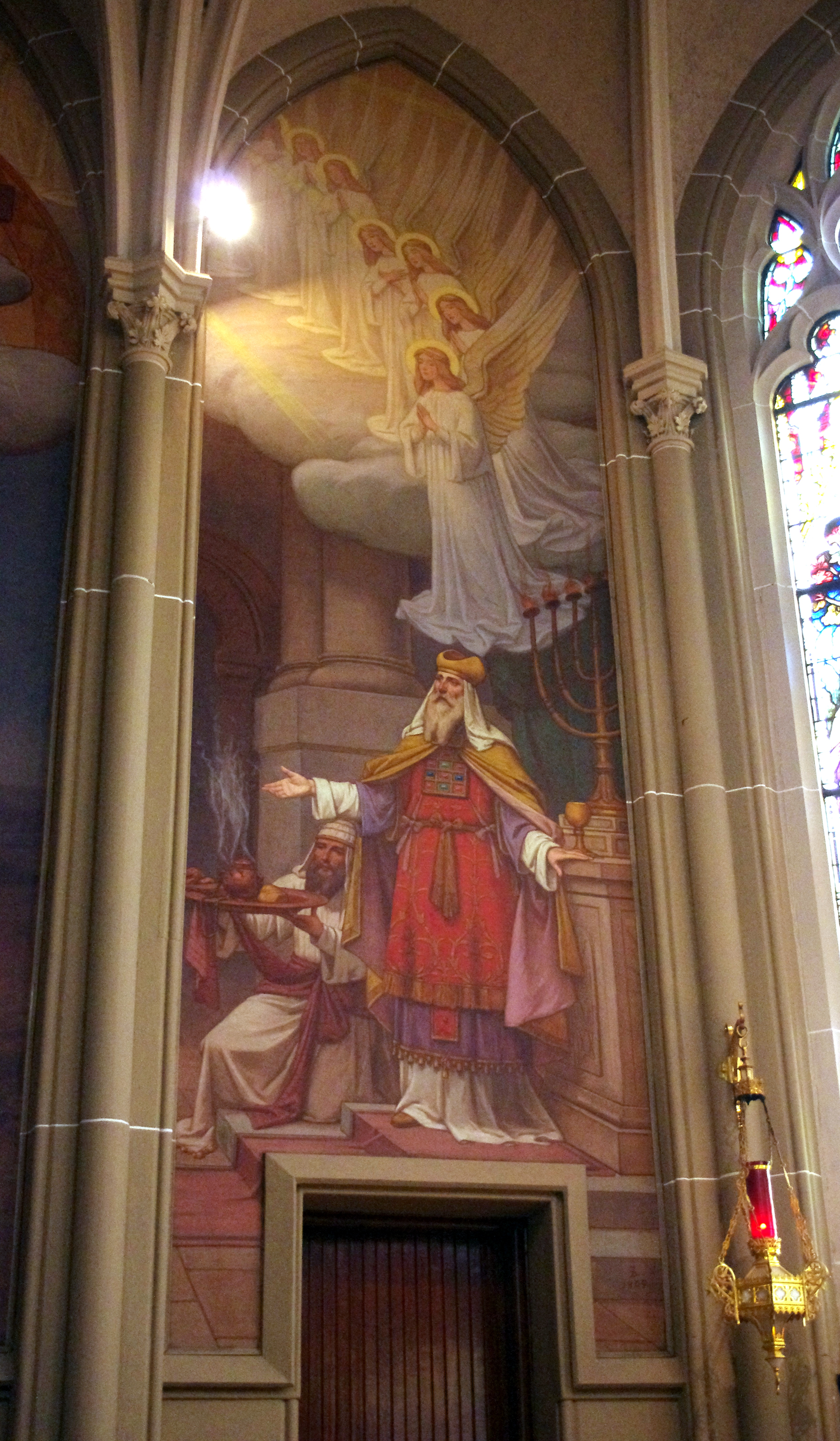
Sacrificio di Melchisedec
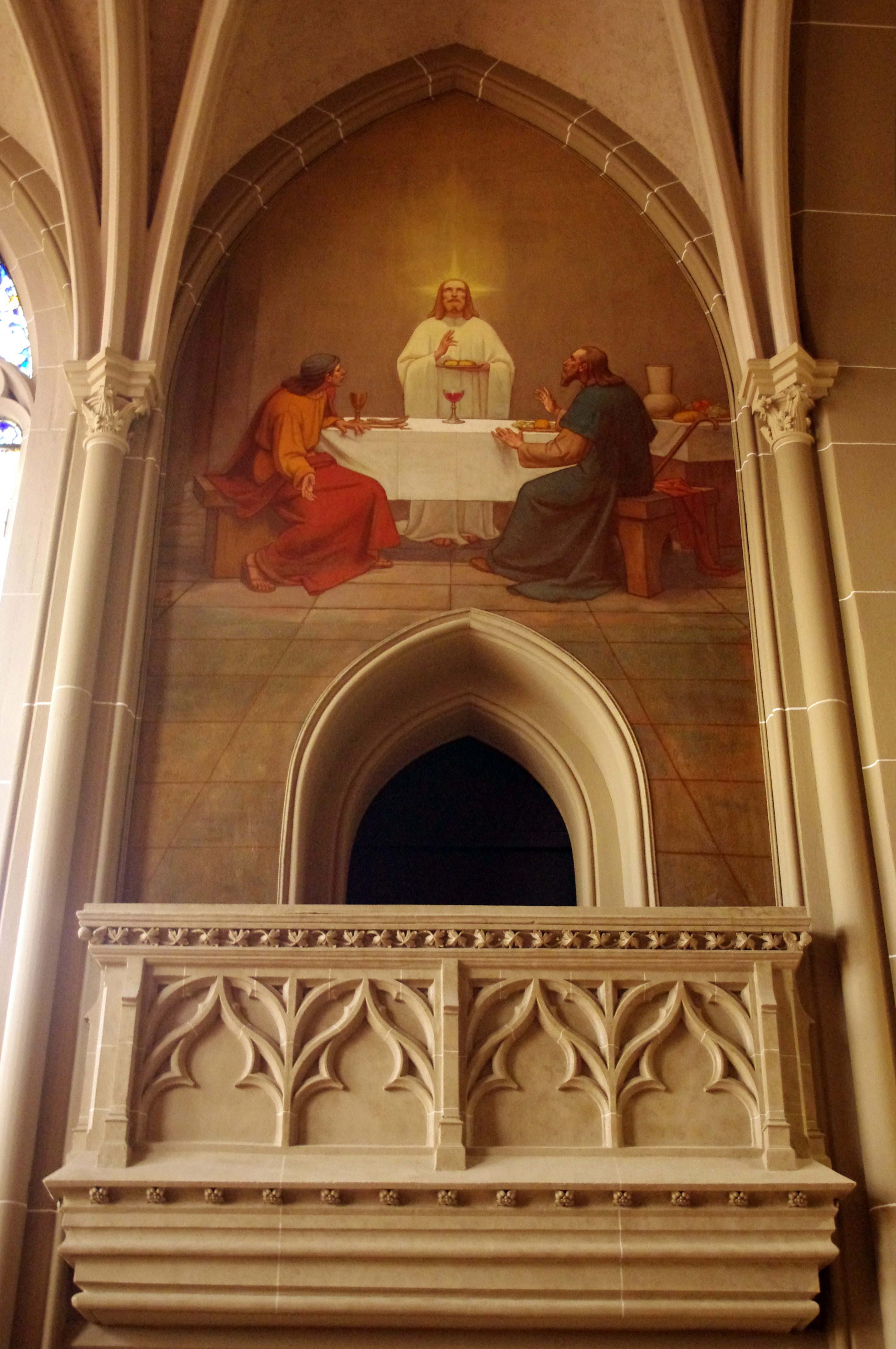
Discepoli di Emmaus

### Organi a canne

#### Organo maggiore

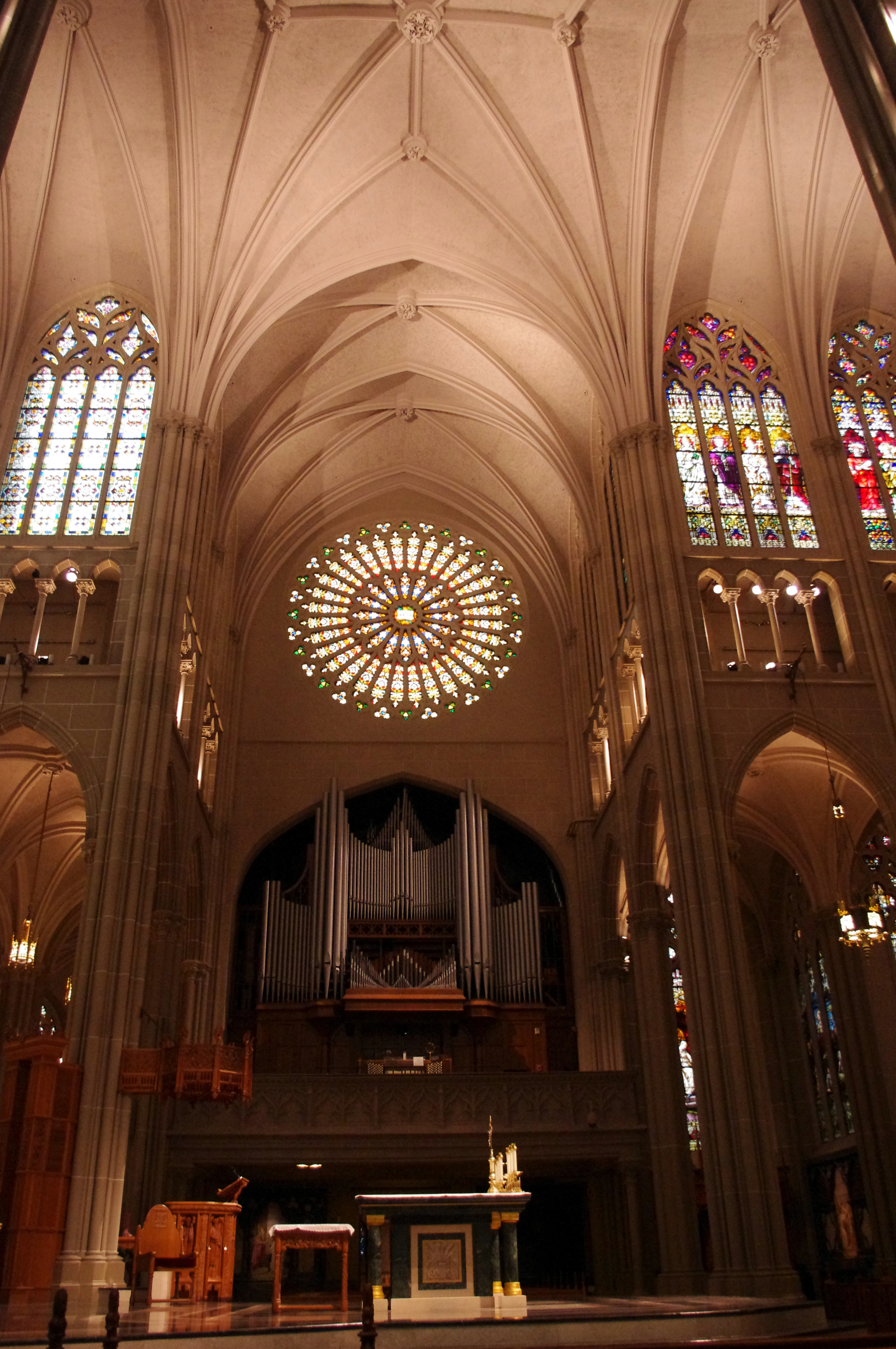
L'organo maggiore

La parete di fondo del braccio di destra del transetto ospita, al di sotto del rosone circolare, l'organo a canne principale della cattedrale. Esso si trova entro una grande nicchia terminante in alto con un arco Tudor e poggia sopra una cantoria, la cui balaustra marmorea è decorata con archetti ciechi.
In precedenza, nello stesso luogo, si trovava un altro strumento. Questo venne costruito nel 1933 dalla ditta organaria Wicks (opus 1140) su progetto di Henry Willis III, il quale ne curò anche l'intonazione. Nel 1982, la ditta Aultz-Kersting costruì l'organo attuale riutilizzando parte del materiale di quello antecedente, che ammontata a circa 4.000 canne.
Lo strumento è a trasmissione integralmente elettrica e si articola in due corpi: uno ausiliario sopra il triforio di sinistra dell'abside e quello maggiore sulla cantoria nel transetto di destra. I registri sono in totale 65, contro i 42 dell'organo precedente, e alcuni sono elettronici.
Il corpo principale presenta una mostra articolata in più campi, con canne disposte su più piani. Di notevole impatto visivo sono quelle di principale disposte a palizzata, con bocche a mitria, fuori cassa, la quale si limita al basamento ed è decorata in un sobrio stile neogotico; esse sono poste simmetricamente in due gruppi esterni ad ala, due mediani a tourrelle ed uno centrale a stretta cuspide centrale con ali laterali. Al di sotto e al di sopra di quest'ultima vi sono varie canne in vista in metallo e in legno.
La consolle è situata anch'essa in cantoria e dispone di quattro tastiere di 61 note ciascuna e pedaliera concavo-radiale di 32 note. I registri sono azionati da pomelli ad estrazione disposti su nove colonne a destra e dieci a sinistra dei manuali; le unioni e gli accoppiamenti, invece, sono richiamabili da placchette a bilico poste al di sopra del quarto manuale.

#### Organo della navata
Sulla cantoria in controfacciata, si trova un secondo organo a canne, costruito da Matthias Schwab nel 1859 per la chiesa di San Giuseppe di Covington e portato nella cattedrale nel 1970.
Lo strumento è a trasmissione integralmente meccanica. La sua consolle dispone di due tastiere di 54 note ciascuna e pedaliera dritta di 25 note, con i registri azionati da pomelli ad estrazione posti su due colonne alla destra e alla sinistra dei manuali. Il materiale fonico è interamente racchiuso all'interno di una cassa lignea, la cui mostra è formata da canne di principale in rame divise in più campi, con bocche a mitria.